# Liste de jeux vidéo Tetris

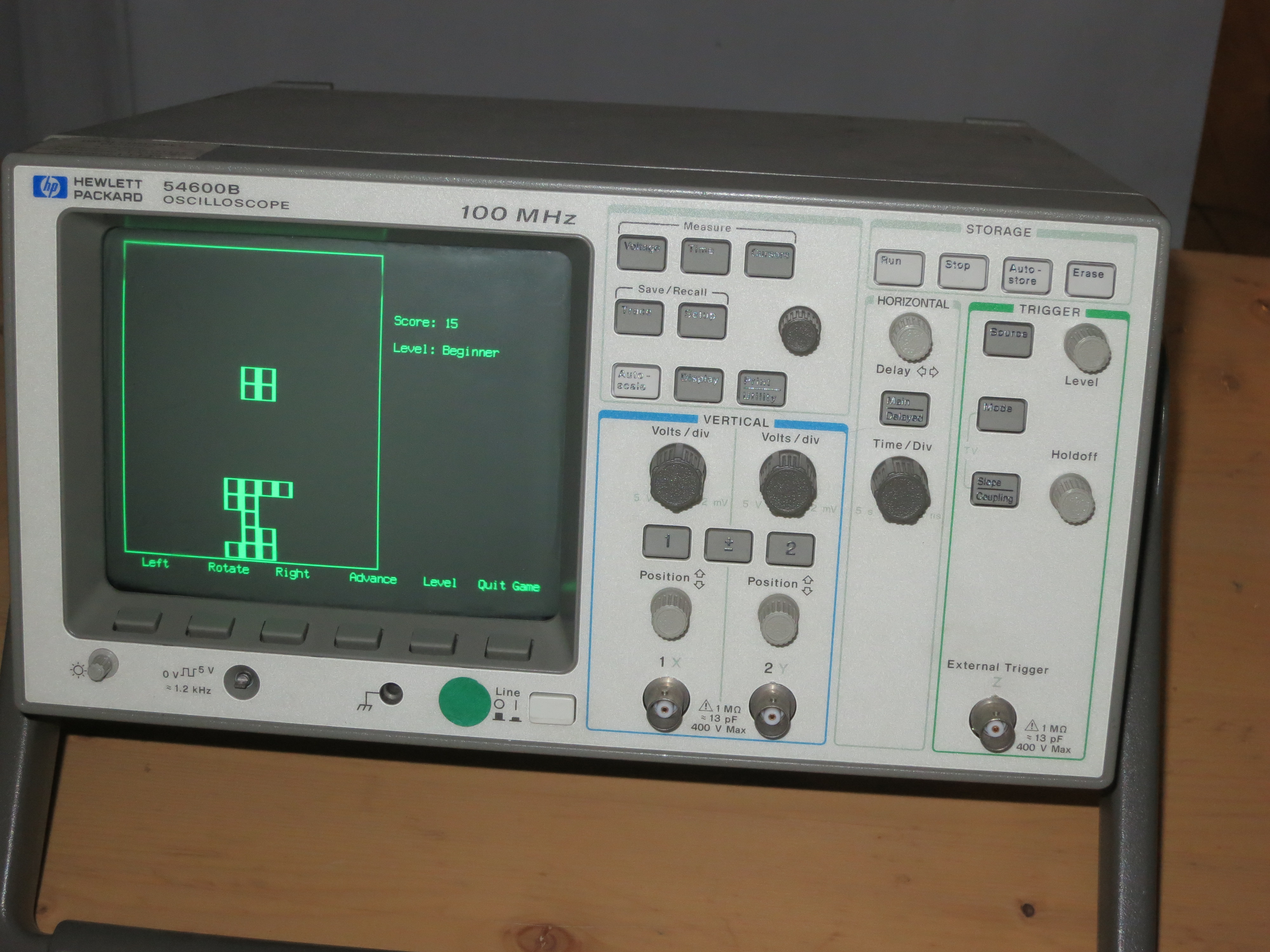
Tetris sur oscilloscope

Les jeux vidéo Tetris sont une série de jeux vidéo de puzzle, dont le concept a été créé par Alekseï Pajitnov en 1984. Le jeu a été adapté sur la plupart des plateformes de jeux par de nombreux éditeurs, reprenant le même concept avec des variantes plus ou moins visibles.
Le jeu étant relativement simple à développer, il existe également de nombreux portages non officiels sur des supports variés : ordinateurs, calculatrices, oscilloscopes...

## Compatible PC(PC)
- 1987 : Tetris - AcademySoft CCAS USSR Moscow
- 1987 : Tetris - Mirrorsoft
- 1988 : Tetris - Spectrum Holobyte
- 1990 : Tetris dans Microsoft Windows Entertainment Pack - Microsoft
- 1997 : Tetrinet
- 1999 : Gnometris (renommé Quadrapassel depuis la version 2.30.0), une version libre disponible dans tous les systèmes d'exploitation Linux utilisant GNOME.
- 2001 : The Next Tetris: On-Line Edition - Crave Entertainment
- 2002 : Tetris Worlds - THQ
- 2006 : Tetris Zone - Tetris Holding
- 2018 : Puyo Puyo Tetris - Sega
- 2019 : Tetris Effect - Resonair et Monstars, via Epic Games Store (sortie également en 2020 sur l'Oculus Store)

## Arcade
- 1988 : Tetris - Sega
- 1998 :  The Grand Master - Arika
- 1999 : SEGA Tetris - Sega-AM1
- 2000 : Tetris: The Grand Master 2 - The Absolute  - Arika
- 2001 : Tetris Fighter  - Sego
- 2003 : Tetris Kiwamemichi - Success
- 2005 : Tetris: The Grand Master 3 - Terror-Instinct - Arika
- 2009 : Tetris Giant - Sega

## Consoles

### ConsolesNintendo
Game Boy
- 1989 : Tetris - Nintendo, inclus la célèbre musique Korobeïniki.
- 1993 : Tetris 2 - Nintendo
- 1996 : Tetris Blast - Nintendo
- 1996 : Tetris Plus - Jaleco

Game Boy Color
- 1998 : Tetris DX - Nintendo

Game Boy Advance
- 2001 : Tetris Worlds - THQ

Nintendo DS
- 2006 : Tetris DS - Nintendo
- 2010 : Tetris Party Deluxe - Tetris Holding, Inc.
- 2010 : Tetris Party Live (DSiWare) - Tetris Holding, Inc.

Nintendo 3DS
- 2011 : Tetris Axis - Hudson Soft -
- 2014 : Tetris Ultimate - Ubisoft, via le Nintendo eShop
- 2014 : Puyo Puyo Tetris - Sega (Japon uniquement)

Nintendo Entertainment System
- 1989 : Tetris - Nintendo
- 1991 : Tetris 2 + Bombliss - Bullet-Proof Software
- 1993 : Tetris 2 - Nintendo

Super Nintendo
- 1992 : Super Tetris 2 + Bombliss - Bullet-Proof Software
- 1993 : Tetris Battle Gaiden - Bullet-Proof Software
- 1994 : Tetris 2 - Nintendo
- 1994 : Super Tetris 3 - Bullet-Proof Software
- 1994 : Tetris and Dr. Mario - Nintendo
- 1995 : Tetris Attack - Nintendo

Virtual Boy
- 1995 : V-Tetris - Bullet-Proof Software
- 1996 : 3D Tetris - Nintendo

Nintendo 64
- 1997 : Tetrisphere - Nintendo
- 1999 : The New Tetris - Nintendo
- 1999 : Magical Tetris Challenge - Capcom

GameCube
- 2002 : Tetris Worlds - THQ

Wii
- 2008 : Tetris Party - Hudson Soft
- 2010 : Tetris Party Deluxe - Tetris Holding, Inc.

Wii U
- 2014 : Puyo Puyo Tetris - Sega (Japon uniquement)

Nintendo Switch
- 2017 : Puyo Puyo Tetris - Sega
- 2019 : Tetris 99 - Nintendo

### ConsolesSega
Mega Drive
- 1990 : Tetris - Pageantsoft

Saturn
- 1996 : Tetris Plus - Jaleco

Dreamcast
- 1998 : Tetris 4D - Elorg
- 2000 : Sega Tetris - Sega
- 2001 : The Next Tetris - Crave Entertainment

### ConsolesSony
PlayStation
- 1996 : Tetris Plus - Jaleco
- 1999 : The Next Tetris - Hasbro Interactive
- 2000 : Tetris with Cardcaptor Sakura : Eternal Heart - Arika

PlayStation 2
- 2000 : Tetris Worlds - THQ
- 2006 : Tetris Collection - Sega

PlayStation 3
- 2010 : Tetris - EA, via le PlayStation Network
- 2014 : Puyo Puyo Tetris - Sega (Japon uniquement)

PlayStation Vita
- 2014 : Puyo Puyo Tetris - Sega (Japon uniquement)

PlayStation 4
- 2014 : Tetris Ultimate - Ubisoft, via le PlayStation Network
- 2017 : Puyo Puyo Tetris - Sega
- 2018 : Tetris Effect - Resonair et Monstars, compatible PlayStation VR

### ConsolesMicrosoft
Xbox
- 2002 : Tetris Worlds - THQ
- 2003 : Tetris Worlds Online - THQ

Xbox 360
- 2005 : Tetris: The Grand Master (série) - AQ Interactive
- 2007 : Tetris Evolution - THQ

Xbox One
- 2014 : Tetris Ultimate - Ubisoft, via le Xbox Live Arcade
- 2014 : Puyo Puyo Tetris - Sega (Japon uniquement)

### PériphériquesApple
iPod
- 2008 : Tetris - Electronic Arts
- 2013 : Tetris Blitz - Electronic Arts

iPhone
- 2008 : Tetris - Electronic Arts
- 2011 : Tetris - Electronic Arts
- 2013 : Tetris Blitz - Electronic Arts

- 2008 : vecTray - Command Studio
- 2020 : Tetris - N3TWORK

### PériphériquesAndroid
- 2010 : Tetris - Electronic Arts
- 2013 : Tetris Blitz - Electronic Arts
- 2020 : Tetris - N3TWORK

### PériphériquesWindows Phone
- 2013 : Tetris Blitz - Electronic Arts